# Lâu đài Oleśnica

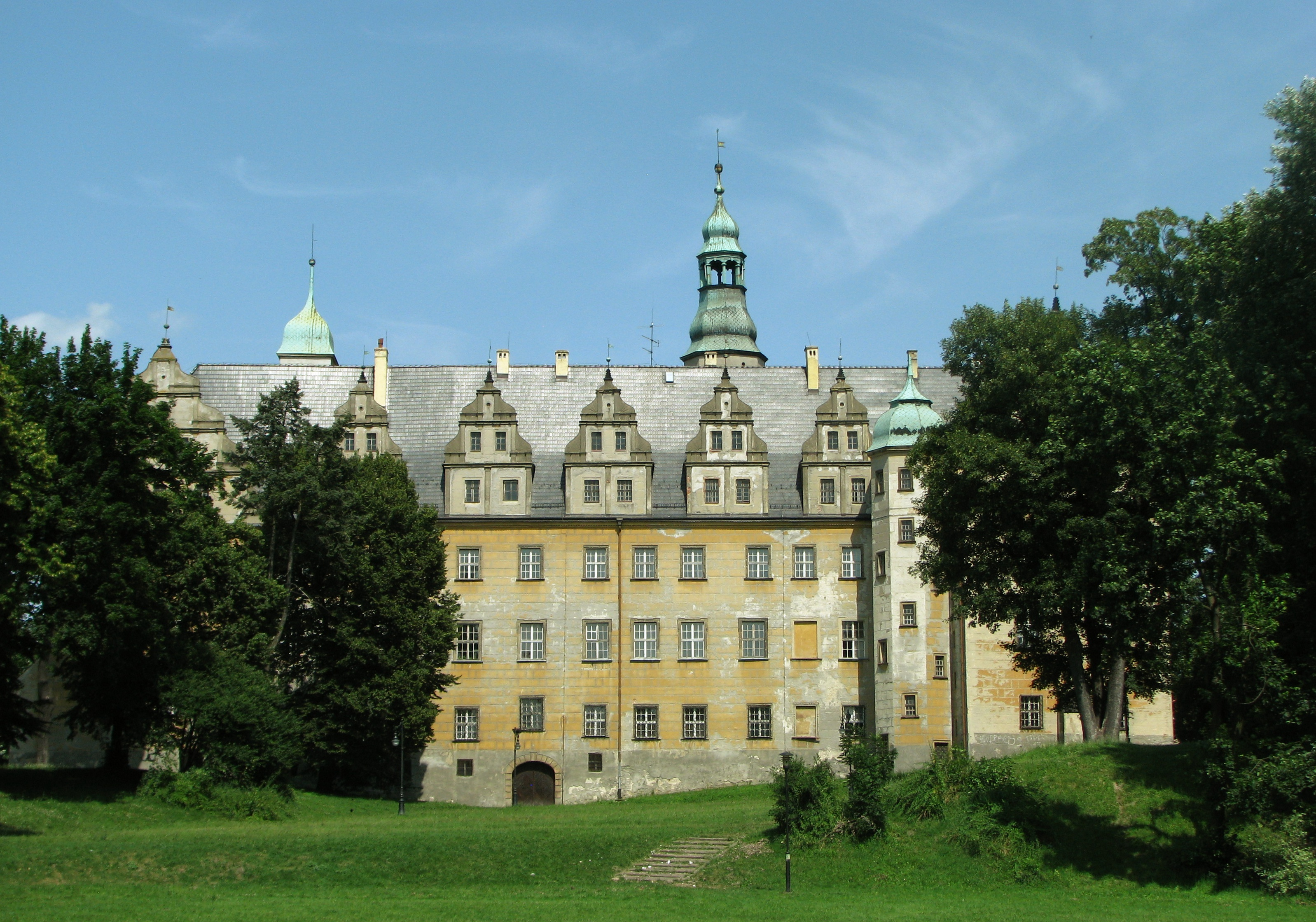
Lâu đài Oleśnica (2013)

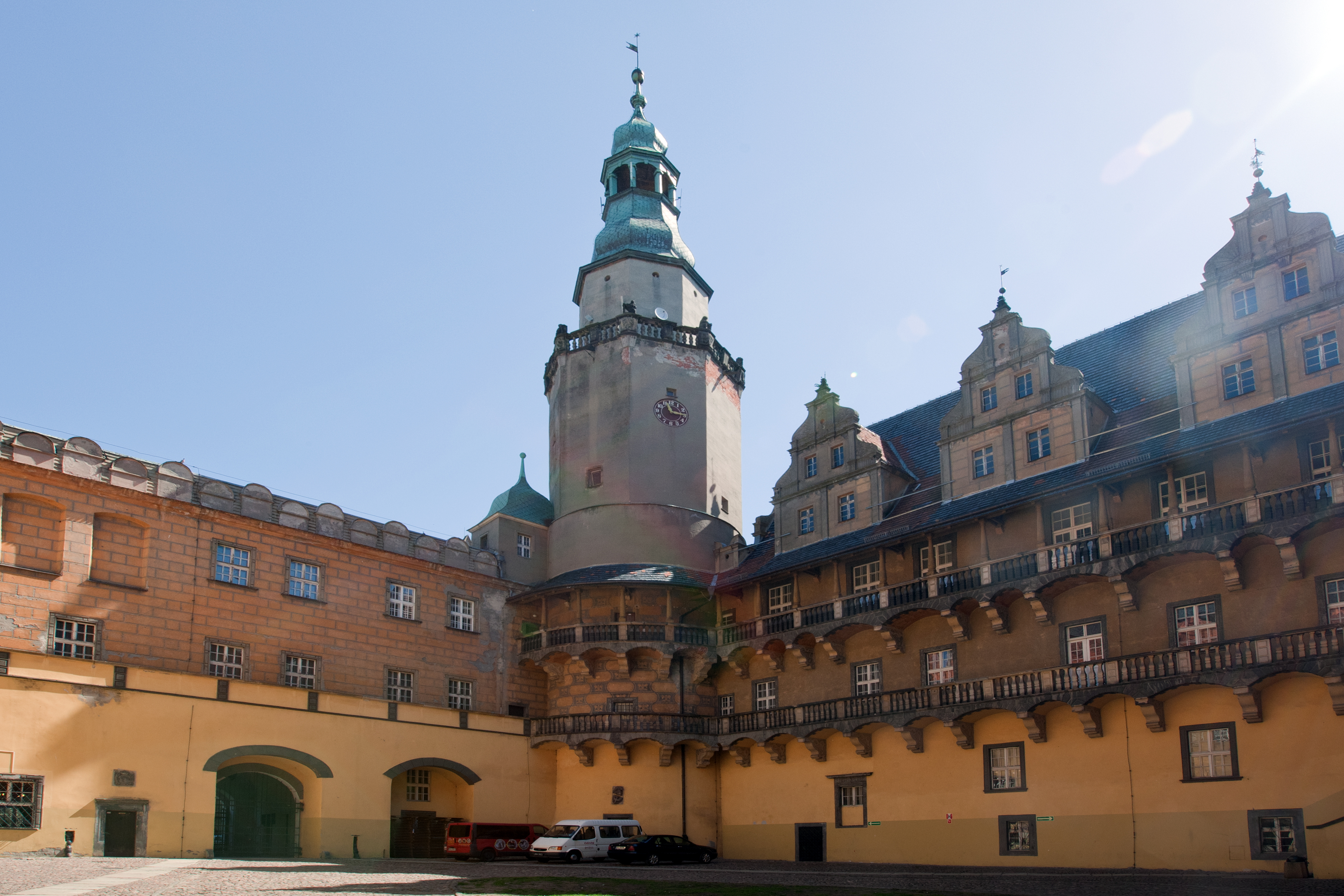
Sân trong của lâu đài (2012)

Lâu đài Oleśnica (tiếng Ba Lan: Zamek oleśnicki), hay Lâu đài Công tước xứ Oleśnica (Zamek Książąt Oleśnickich) là một lâu đài lịch sử thời Phục hưng, có nguồn gốc từ một thành trì Gothic (thế kỷ 13), tọa lạc ở thị trấn Oleśnica, Ba Lan. Công trình kiến trúc này có tên trong danh sách di tích.

## Lịch sử
| Mốc lịch sử                     | Mô tả |
| ------------------------------- | --- |
| Thế kỷ 13                       | Một thành trì kiên cố kiểu Gothic tồn tại ở xứ Oleśnica. |
| Giai đoạn 1542-1561 và năm 1616 | Trên nền móng của thành trì, khu dân cư được được mở rộng thành một dinh thự dành cho các công tước xứ Oleśnica. Toàn bộ tòa nhà, cũng như các cổng được thiết kế theo phong cách Phục hưng. |
| Thế kỷ 17 - thế kỷ 19           | Nhiều gia đình quý tộc tiếp quản lâu đài như: Podiebradów, Württemberg và Welfs. |
| Cuối thế kỷ 19                  | Tòa nhà bị quân Phổ tàn phá. |
| Đầu thế kỷ 20 -năm 1945         | Gia đình Hohenzollerns tiến hành tu bổ toàn bộ lâu đài và biến nơi đây thành nơi nghỉ dưỡng mùa hè.                                                                                          |
| Sau năm 1945                    | Chi nhánh Hội Chữ thập đỏ Quốc tế Liên Xô, Trường Kỹ thuật Xây dựng và Trung tâm của Hiệp hội Hướng đạo Ba Lan lần lượt đặt trụ sở tại đây.                                                  |
| Sau năm 1970                    | Lâu đài được trùng tu. Sau đó, một chi nhánh của Bảo tàng Khảo cổ học Wrocław đặt trụ sở ở đây.                                                                                              |
| Từ năm 1993                     | Một tổ chức tình nguyện bắt đầu hoạt động tại lâu đài. |